# Aeroportul Petrolina
Aeroportul Petrolina (IATA: PNZ, ICAO: SBPL) este un aeroport din Petrolina, Pernambuco, Brazilia ce deservește zona Petrolina. Aeroportul a fost tranzitat în 2022 de 421.426 de pasageri. A fost numit după Nilo Coelho⁠(d).
Situat la o altitudine de 384 m, aeroportul dispune de 1 pistă. Este operat de Infraero⁠(d).

## Infrastructură

### Piste
Aeroportul dispune de o singură pistă. Pista 13/31 are suprafața de asfalt și dimensiunile 3.250 m × 45 m. 